# Hermann Rohrbeck
Hermann Rohrbeck (Berlijn, 28 februari 1899 - aldaar, 22 februari 1978) was een Duitse muzikant in de jazz- en amusementsmuziek. Hij speelde viool en was componist, arrangeur en orkestleider.

## Biografie
Rohrbeck studeerde viool aan Stern’schen Konservatorium. Vanaf 1915 speelde hij in een salonorkest, dat speelde in het Berlijnse hotel Excelsior. In de jaren 20 ging hij zich interesseren voor jazz en richtte hij zijn Jazz-Sinfoniker op, waarmee hij in de betere etablissementen van de stad optrad en ook veel reisde. Vanaf het midden van de jaren 30 werkte hij met zijn orkest op schepen van de Norddeutscher Lloyd, tot in de jaren 50. In zijn groep speelden musici als Rudi Rischbeck, Rudi Arndt, Walter Leschetitzky, Willy Kettel en Longin Leffler. Rohrbeck nam platen op voor His Master’s Voice, Electrola en Gloria.